# Adolf-Grimme-Preis 1990
Der 26. Adolf-Grimme-Preis wurde 1990 verliehen. Die Preisverleihung fand am 16. März 1990 im Theater Marl statt. Die Moderation übernahm dabei Dagobert Lindlau.
Im Rahmen der Veranstaltung wurde neben dem Adolf-Grimme-Preis auch der „Publikumspreis der Marler Gruppe“, vergeben.

## Preisträger

### Adolf-Grimme-Preis mit Gold
- Marion Schmidt (für Buch und Regie zu Der Profi: Kurt Gerrons Weg von der Traumfabrik bis Theresienstadt, HR)
- Cordt Schnibben und Christian Berg (für Buch und Regie zu Unter deutschen Dächern: Die Erben des Dr. Barschel, RB)
- Rolf Schübel (Buch und Regie) und Rudolf Körösi (Kamera) (für die Sendung Der Indianer, ZDF)
- Michael Klier (für Buch und Regie zu Überall ist besser, wo wir nicht sind, ZDF)

### Adolf-Grimme-Preis mit Silber
- Hanno Baethe (Buch), Hans Hirschmüller (Regie) und Brigitte Kramer (Redaktion) (für die Sendung Sehnsucht nach Sodom, ZDF)
- Klaus Emmerich (Regie), Hans Noever (Regie), Walter Kreye (Regie), Renan Demirkan (Darsteller) und Jürgen Holtz (Darsteller) (für die Sendereihe Reporter, Folgen 1 und 2, WDR)
- Alexander Kluge (für die Sendung Geld: Die letzten Tage der Krise – Interview mit Graf Galen, ZDF / 3sat)
- Adolf Winkelmann (für die Sendung Der Leibwächter, WDR)
- Axel Engstfeld (Buch und Regie) und Bernd Mosblech (Kamera) (für die Sendung Unter deutschen Dächern: Der geschundene Berg – Die Zugspitze, RB)
- Juliane Rossius und Meyen Wachholz (für die Redaktion bei Moskito – Nichts sticht besser: Sexualität, SFB)

### Adolf-Grimme-Preis mit Bronze
- Alice Ammermann (für die Sendereihe Brausepulver, ZDF)
- Bertram Verhaag und Claus Strigel (für Buch und Regie zu Doppelpunkt vor Ort: Tatort Familie, ZDF)
- Ernst Arendt und Hans Schweiger (für Buch und Regie zu Tiere vor der Kamera: Die Nächte der Tasmanischen Teufel, BR)
- Thomas Schmitt (Buch und Regie) und Dagmar Sauerstein (Redaktion) (für die Sendung Freistil: Krieg und Fliegen, WDR)
- Cornelia Zaglmann-Willinger (Buch), Veronika Fitz (Darsteller) und Helmut Fischer (Darsteller) (für die Sendung Die Hausmeisterin, Folge 1: Ja, so ist halt´s Leben, BR)

### Besondere Ehrung
- Rudolf Augstein (für die verlegerische Entscheidung, Spiegel TV aus der Taufe zu heben)
- Hanns Joachim Friedrichs (für seine Nachrichtenvermittlung im Fernsehen)

### Publikumspreis der Marler Gruppe
- Christoph Boekel (für die Regie bei Deutsche Erbschaften: Die Spur des Vaters, ZDF)